# Businga (territorium)
Businga är ett territorium i Kongo-Kinshasa. Det ligger i provinsen Nord-Ubangi, i den norra delen av landet, 1 100 km nordost om huvudstaden Kinshasa.